# Карлос (Минесота)
Карлос (енгл. Carlos) град је у америчкој савезној држави Минесота.

## Демографија
По попису из 2010. године број становника је 502, што је 173 (52,6%) становника више него 2000. године.
| Група             | 2000.       | 2010.       |
| Белци             | 326 (99,1%) | 495 (98,6%) |
| Афроамериканци    | 2 (0,6%)    | 4 (0,8%)    |
| Азијати           | 1 (0,3%)    | 0 (0,0%)    |
| Хиспаноамериканци | 0 (0,0%)    | 2 (0,4%)    |
| Укупно            | 329         | 502         |